# St. Anna (Forth)

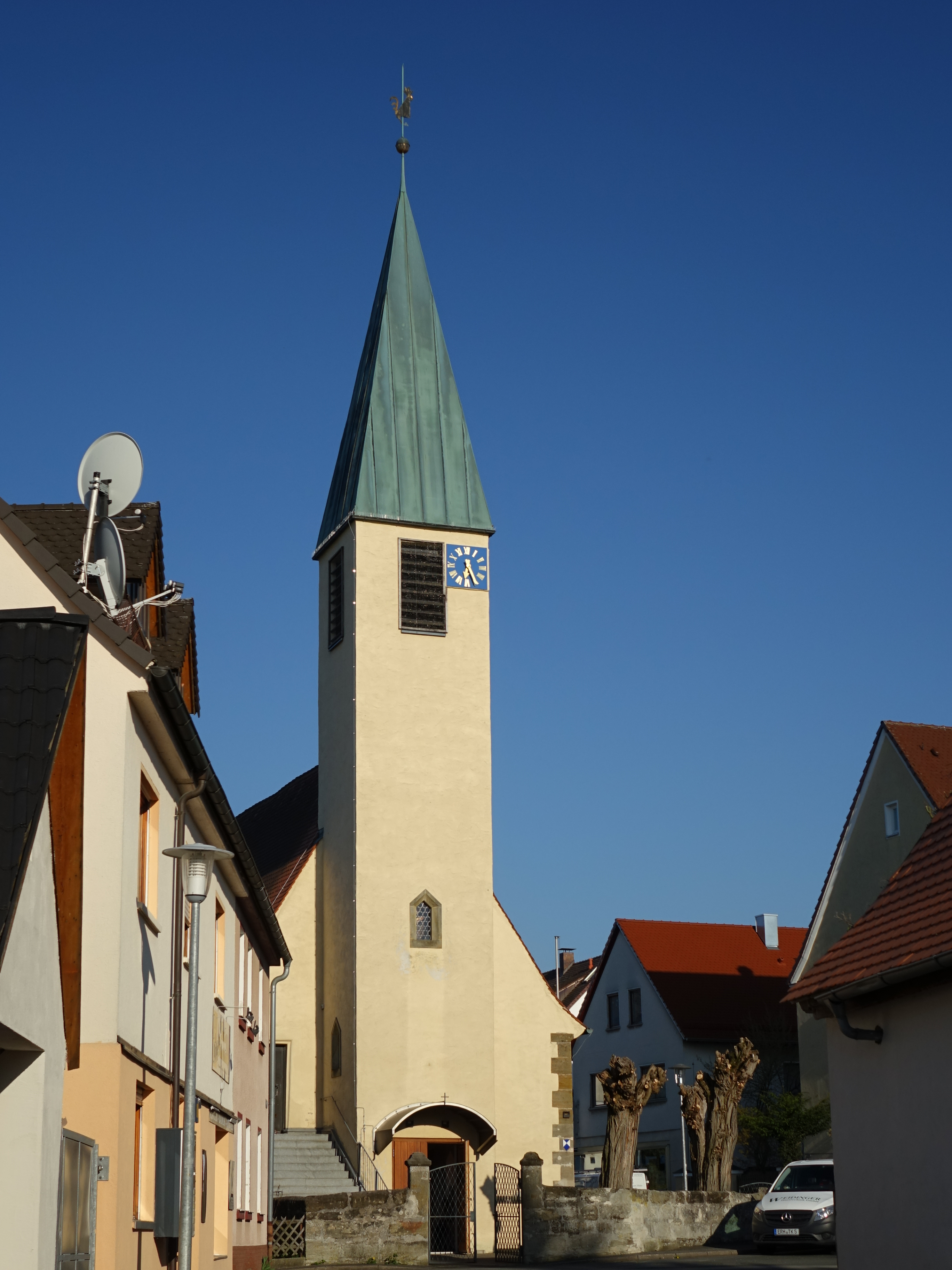
St. Anna (Forth)

Die evangelische, denkmalgeschützte Filialkirche St. Anna steht in Forth, einem Gemeindeteil des Marktes Eckental im Landkreis Erlangen-Höchstadt (Mittelfranken, Bayern). Das Bauwerk ist unter der Denkmalnummer D-5-72-121-65 als Baudenkmal in der Bayerischen Denkmalliste eingetragen. Die Kirchengemeinde gehört zum Evangelisch-Lutherischen Dekanat Erlangen im Kirchenkreis Nürnberg der Evangelisch-Lutherischen Kirche in Bayern.

## Beschreibung
Die Saalkirche wurde 1520 gebaut und 1731 erneuert. Das mit einem Satteldach bedeckte Kirchenschiff hat einen dreiseitigen Schluss im Osten und einen 1955 angebauten Fassadenturm im Westen, dessen oberstes Geschoss die Turmuhr und den Glockenstuhl beherbergt, und dem 1962 sein Pyramidendach aufgesetzt wurde. Zur Kirchenausstattung gehören zwei übereinander stehende Flügelaltäre, der obere von 1523, der untere ist älter. Im Schrein des unteren Altars ist Anna selbdritt dargestellt. Auf den Innenseiten der Flügel sind Reliefs, auf denen die heilige Kunigunde und die heilige Helena zu sehen sind. Die Außenseiten sind mit der heiligen Sippe bemalt. Der obere Altar enthält eine Kreuzigungsgruppe und Reliefs, die den heiligen Petrus und den heiligen Paulus zeigen. Die Orgel mit 14 Registern, zwei Manualen und einem Pedal wurde 2005 von Benedikt Friedrich gebaut.